# Emmanuel McDonald-Bailey
Emmanuel McDonald-Bailey (Reino Unido, 8 de diciembre de 1920-4 de diciembre de 2013) fue un atleta británico, especialista en la prueba de 100 m en la que llegó a ser medallista de bronce olímpico en 1952.

## Carrera deportiva
En los JJ. OO. de Helsinki 1952 ganó la medalla de bronce en los 100 metros, con un tiempo de 10.4 segundos, llegando a meta tras el estadounidense Lindy Remigino y el jamaicano Herb McKenley, ambos también con un tiempo de 10.4 segundos.